# Ölbergbildstock (Sommerach)

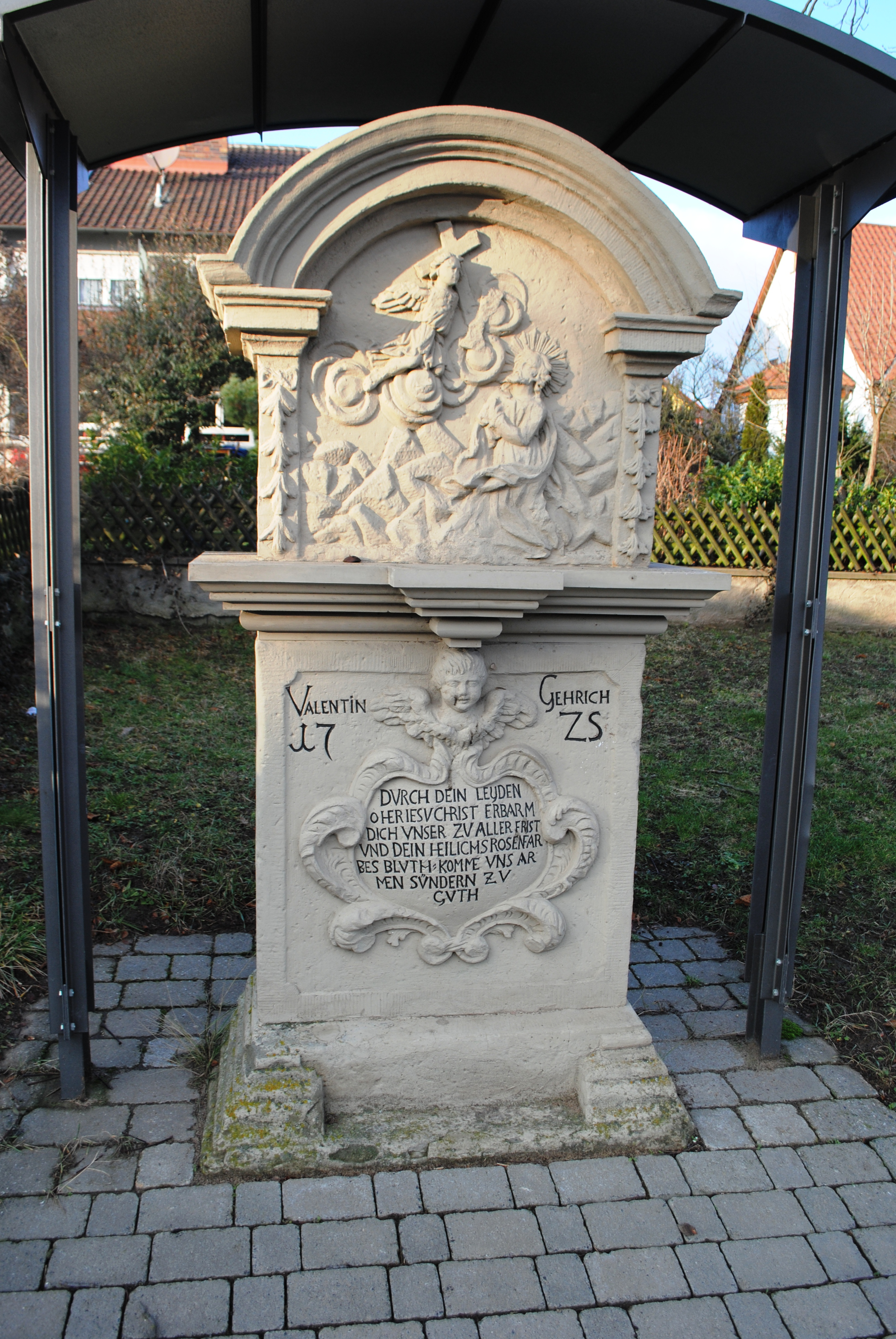
Der Ölbergbildstock in der Volkacher Straße

Der Ölbergbildstock ist eine im Jahr 1725 errichtete Marter an der Volkacher Straße der unterfränkischen Gemeinde Sommerach. 

## Geschichte
Der Bildstock wurde im Jahr 1725 vom Sommeracher Bürgerpaar Valentin Gehrich und Margaretha Gehrichin gestiftet. Der Bildhauer ist unbekannt, er hinterließ auf der Rückseite die Initialen „RT“. Der Stock stand ursprünglich hinter einer mächtigen Kastanie, die als Naturdenkmal eingeordnet wurde. Dadurch blieb er lange Zeit verborgen und wurde nicht renoviert. Insbesondere der Aufsatz des Bildstocks war der Witterung ausgesetzt.
Im Jahr 1999 beauftragte die Gemeinde Sommerach die Schwarzacher Firma Dresch-Fritzsch, den Stock zu erneuern. Der Aufsatz wurde gedreht, weil die Details der Kreuzigungsszene auf der Vorderseite nicht mehr rekonstruierbar waren. Außerdem versetzte man den Bildstock neben den Baum und näher an die Straße. Zugleich umgab man ihn mit einem metallenen Baldachin. Der Bildstock wird vom Bayerischen Landesamt für Denkmalpflege als Baudenkmal geführt.

## Beschreibung
Der Bildstock ist ein Prozessionsaltar. Ein rechteckiger Sockel bildet die Basis mit der Inschrift in einer umrankten Kartusche: „DVRCH DEIN LEYDEN O HER IESV CHRIST ERBARM DICH VNSER ZV ALLER FRIST VND DEIN HEILICHS ROSENFARBES BLVTH / KOMME VNS ARMEN SÜNDERN ZVGVTH“. Darüber befindet sich ein Puttenkopf. Der Sockel trägt vorne einen Hinweis auf den Stifter „VALENTIN GEHRICH“ und die Jahreszahl „1725“. Auf der Rückseite ist der Name seiner Ehefrau genannt, ferner ist dort die Inschrift „VATTER WILST DU SO NIMB DISEN KELCH VON MIR DOCH NICHT MEIN SONDERN DEIN WIL GESCHEHE. AUS DEM EVANGELLISTEN LUCA AM 22 CAP. UND 42. VERS“ angebracht.
Ein breites Gesims leitet zum Aufsatz des Bildstocks über mit einer christlichen Szene, die von zwei kleinen Säulen mit Laubwerkornament eingerahmt ist. Vorne erkennt man eine Ölbergszene. Dem betenden Jesus erscheint ein Engel mit den Werkzeugen der Kreuzigung. Auf der Rückseite ist eine Kreuzigungsszene mit drei Assistenzfiguren dargestellt. Der insgesamt 2,25 m hohe Bildstock schließt oben mit einem reich profilierten Rundbogen ab.